# Mikrokogeneracija
Mikrokogeneracija ili mikroCHP (engl. Micro combined heat and power) je također naziv za distribuirani energijski izvor (engl. Distributed Energy Resource - DER) i koristi se u kućanstvima ili malim proizvodnim jedinicama.

## Mikrokogeneracijski sustav
Kod mikrokogeneracijskog sustava istovremeno se proizvodi toplinska i električna energija. Ono što je najvažnije mikroCHP zamjenjuje konvencionalni kotao u centralnom toplovodnom sustavu grijanja i sastoji se od malog plinskog motora koji pogoni električni generator. Otpadna toplina motora koristi se u primarnom krugu sustavu grijanja, dok se proizvedena električna energija ili koristi u kućanstvu ili se višak predaje u električnu mrežu. Ima istu učinkovitost pretvorbe iz plina u toplinu kao i konvencionalni kotao na plin i iznosi oko 80%. Međutim oko 10-15% energije se pretvara u električnu energiju zbog čega ima puno veću eksergiju i ekonomsku isplativost nego toplina koja se dobiva kod izgaranja plina u kotlu. Uvelike se razlikuje od ostalih oblika stambene kogeneracije kao što su velika kogeneracijska postrojenja ili jedinice kogeneracije instalirane u stambenim naseljima. Glavna razlika je u radnim karakteristikama jer kod većine industrijskih kogeneracijskih sustava primarno se proizvodi električna energija, dok je toplina posljedica te proizvodnje. Kod mikrokogeneracije primarna je proizvodnja toplinske energije.
Često se događa da mikroCHP proizvoditi više električne energije nego što su trenutačne potrebe u kućanstvu. Iz tog razloga ovaj sustav je itekako privlačan i učinkovit jer se taj višak može odmah predati natrag u električnu mrežu i koristiti uz financijsku naknadu. Najviše gubitaka energije ima u prijenosu od distributera do potrošača, međutim ti gubici su manji kod mikroCHP sustava. Još jedna prednost predaje električne energije u mrežu je da se relativno lako prati. Naime električno brojilo lako može bilježiti koliko električne energije izlazi i ulazi u sustav. Također bilježi neto iznos energije koja ulazi u sustav. Za električnu mrežu koja ima nekoliko korisnika mikroCHP sustava, nisu potrebne nikakve promjene. Međutim, ako ih ima više, to može postati opasno jer nije moguće predvidjeti koliko će se električne energije predati u sustav, što može destabilizirati pa i srušiti čitavu mrežu.

## Tipovi sustava i tehnologija
Kod mikrokogeneracijskih sustava koriste se razne tehnologije kao što su:
- Motori s unutarnjim izgaranjem
- Stirlingov motor
- Parni motor
- Mikroturbina
- Goriva ćelija

### Motori

#### Motori s unutarnjim izgaranjem
Zbog velike primjene u automobilskoj industriji, oni su najzastupljenija i najjeftinija tehnologija kod distribuirane proizvodnje energije. Koriste se za pogon kompresora, pumpi i agregata. Mikrokogeneracija na plinski motor s unutarnjim izgaranjem proizvodi trofaznu izmjeničnu struju, a toplina koja se nastaje time s koristi kao potpora grijanju. Ta se otpadna toplina može koristiti i za pripremu potrošne vode, ali za to treba još i međuspremnik. Koriste se plinski motori s varijabilnim brojem okretaja koji prilagođavaju proizvodnju energije trenutim potrebama. Motori daju snagu od 1kW do 5KW električne i 4kW do 12kW toplinske energije sa stupnjem iskoristivosti iznad 90%. Omogućuju pouzdano i jeftinu proizvodnju energije, no problem je bučan rad motora i skupo održavanje zbog velikog broja pokretnih dijelova. Zbog korištenja (većinom) fosilnog goriva, te zbog toga emisija stakleničkih plinova, ne možemo ga tretirati kao ekološku tehnologiju. Rješenje za to je korištenje bioplina. Tvrtke koje su među vodećima u razvijanju tih motore su Baxi/Dachs iz Njemačke i Honda/Ecowill iz Japana.  

#### Stirlingov motor
Stirlingov motor je zatvoreni ciilindrični sustav s klipom koji koristi inertni radni fluid. Radi po principu zatvorenog termodinamičkog ciklusa, gdje se energija dobiva na razlici temperatura. Za pogon koristi: fosilna goriva, biomasu te solarnu, geotermalnu i nuklearnu energiju. Upotreba u mikrokogeneraciji je s motorima snage od 1kW do 25 kW. Efikasnost motora je inače oko 30%, no, motor s odlično riješenim sistemima iskorištenja otpadne topline, može imati iskoristivost od čak 98%. Prednost su mu niske emisije stakleničkih plinova te niske razine buke i vibracija. Ima veliku pouzdanost zbog malog broja pokretnih dijelova, te može koristiti više goriva. Možda mu je i najveća prednost fleksibilnost. Mogućnost korištenja je kroz cijelu godinu. Može preko zime koristiti otpadnu toplinu, a preko ljeta se koristiti kao hladnjak. Negativne strane tih motora su visoka cijena. Zbog velike razlike temperature u cilindrima, skupi materijali se moraju koristiti za konstrukciju motora.

#### Parnimotori
Za gorivo se mogu koristiti fosilna goriva, biomasa te obični otpad. Postoji široka ponuda snaga i oblika parnih motora za mikrokogeneraciju do 50kW. Većina modernih mikrokogeneracijskih postrojenja koristi Rankineov ciklus. Voda se pretvara u visokotlačnu paru, koja ekspandira u ekspanzijskoj komori (turbina ili stapni motor) i kao niskotlačna para odlazi u kondenzator. Otpadna toplina se koristi za zagrijavanje prostora. Zbog kontinuiranog sagorijevanja u gorioniku (moderni sustavi), emisije ugljikovog monoksida su niske, a emisije dušikovog dioksida ovise o visini temperature sagorijevanja. Problem s parnim motorima je spori start.

#### Gorive ćelije
Goriva ćelija je elektrokemijski uređaj koji pretvaraju kemijsku energiju vodika i kisika u istosmjernu struju. Voda nastaje kao nusprodukt. Mikrokogeneracijska postrojenja se baziraju na PEFC (polymer electrolyte fuel cells) ćelijama ili na SOFC (solid oxide fuel cells) ćelijama. POFC upotrebljava malu membranu kao elektrolit i radi na 80°C, a SOFC radi na temperaturi od 800°C. Za gorivo se koristi prirodni plin zbog metana koji se pretvara u potrebni vodik. Ta reakcija se može odvijati u odvojenom uređaju, katalizatoru, ili unutar ćelije.  S prirodnim plinom kao gorivom, niskotemperaturne gorive ćelije imaju električnu efikasnost od 30%. Tehnologija nije jako raširena u mikrokogeneraciji. Problem za kogeneraciju je u tome da se toplina ne može izvlačiti na točno određenim točkama, nego su te točke raspršene u više manjih po ćeliji. To zahtijeva gradnju masivnijih ćelija, što nije pogodno za mikrokogeneraciju. Postoji problem visokih investicija također. 

#### Mikroturbine
Najnovija vrsta turbine koja je zbog svojih malih dimenzija vrlo povoljna za upotrebu u mikrokogeneraciji. Pri upotrebi u mikrokogeneraciji, mikroturbine mogu imati efikasnost do 80%. Mikroturbine za kogeneraciju imaju brojne prednosti u odnosu na ostale tehnologije male snage. Imaju mogućnost pouzdanog napajanja, korištenje na udaljenim lokacijama i u vrijeme vršnog opterećenja. Ostale prednosti su jednostavnije održavanje, dulji životni vijek trajanja, relativno niska emisija buke zbog malog broja pokretnih dijelova, veća učinkovitost, manje emisije stakleničkih plinova te brzi start. Nije potreban sustav za hlađenje. Problemi nastaju zbog visokih investicijskih troškova te limitiranosti pri upotrebi otpadne topline niže temperature.

### Goriva
U mikrokogeneracijskim sustavima mogu se koristiti razna goriva i izvori topline čije karakteristike variraju ovisno o troškovima sustava, troškovima topline, učinku na okoliš, dostupnosti, lakoći transporta i skladištenja, održavanju sustava i životnom vijeku. Izvori topline i goriva koja se koriste su: biomasa, ukapljeni naftni plin, biljno ulje, solarni izvor topline, prirodni plin i drugi. Izvori energije koji imaju najmanju emisiju su solarna energija, biomasa i prirodni plin. Većina kogeneracijskih sustava koriste prirodni plin zato što on brzo izgara i čišći je iako emitira CO2, jeftiniji, dostupan u većini područja i lako se transportira. Prikladan je za motore s unutrnjim izgaranjem kao što je Ottov motor i za plinske turbine jer izgara bez pepela, čađe i katrana. Budućnost mikrokogeneracijskih sustava ovisit će o cijeni goriva jer će s porastom cijene rasti i njihova isplativost. 

## Strategije vođenja mikrokogeneracijskog postrojenja
Mikrokogeneracijsko postrojenje može se voditi na nekoliko načina. Razmatranjem i uspoređivanjem osnovnih strategija mogu se dobiti optimalni rezultati upotrebe mikrokogeneracijskog postrojenja, odnosno može se maksimalizirati ušteda energije i novca.
Osnovne strategije su:
- Pokrivanje toplinskog opterećenja

Mikrokogeneracijsko postrojenje daje upravo onoliko topline koliko je potrebno za zadovoljavanje ukupne toplinske potrošnje objekta. Ako postoji višak proizvedene električne energije ona se isporučuje u mrežu, dok se eventualni manjak uzima iz mreže. Ova strategija daje najbolji omjer troškova i ušteda energije te na osnovu toga i najbolje financijske performanse.
- Pokrivanje potrošnje električne energije

Mikrokogeneracijsko postrojenje proizvede upravo onoliko električne energije koliko objekt kojem ono služi kao izvor energije potroši. Ako je proizvedena toplina manja od potrebne da pokrije toplinske gubitke, nadoknađuje se klasičnim kotlom, dok se višak ispuša u okoliš.
- Mješovito pokrivanje opterećenja.

Mikrokogeneracijsko postrojenje jedan period vremena pokriva toplinsko opterećenje, dok neki drugi period vremena pokriva električnu potrošnju objekta. Izbor rada postrojenja ovisit će o njenoj ekonomičnosti.
- Otočni pogon

Kod otočnog pogona mikrokogeneracijsko postrojenje u svakom trenutku pokriva i ukupno toplinsko opterećenje i ukupnu potrošnju električne energije objekta. Ovaj način rada zahtijeva dimenzioniranje postrojenja na način da u svakom trenutku postoji dovoljno rezerve električnog i toplinskog kapaciteta za slučaj vršnog opterećenja.
Strategija pokrivanja toplinskog opterećenja daje najbolji omjer troškova i ušteda energije te na osnovu toga i najbolje financijske performanse za stambeni sektor. 

## Primjena mikrokogeneracijskog sustava
Najprikladniji objekti za primjenu mikrokogeneracije su oni kod kojih se toplinska energija troši kontinuirano, dulji vremenski period tijekom dana, tjedna, odnosno godine. Posebno je prikladno ako korisnici mikrokogeneracije posjeduju razna otpadna goriva (drvni ostaci) koji se mogu iskoristiti kao primarni energent.
Mikrokogeneracijski sustavi imaju značajne prednosti u vidu zaštite okoliša i troškova. Iako pružaju značajne prednosti od konvencionalnih rješenja ipak negdje ne pružaju. Primjerice mikroCHP predstavlja idealno rješenje za većinu postojećih kuća gdje druge mjere energetske učinkovitosti ili nisu moguće ili su već primijenjene. Može se primijeniti u novim kućama, ali poboljšana izolacija predstavlja bolju ukupnu investiciju i trebala bi se prije uzimati u obzir neko mikroCHP. Za višestambena urbana naselja koja imaju manje gubitke topline, bolje se priključiti na zajednički sustav, pogotovo ako se koristi obnovljivi izvor energije.

## Tržišteizakonskaregulativa
Najviše instaliranih mikrokogeneracijskih sustava ima u Japanu, procjenjuje se preko 50 000 i većina njih ima Hondin MCHP motor. Od 2002. godine u Velikoj Britaniji instalirano ih je oko 1000 i uglavnom imaju "Whispergen" Stirling motore i Senertec Dachs klipne motore. U Njemačkoj je instalirano oko 3000 mikrokogeneracijskih sustava. 
U Hrvatskoj je tržište slabo razvijeno tako da je potencijal velik i neiskorišten. Na temelju Zakona o tržištu električne energije NN 177/2004 Vlada Republike Hrvatske je na sjednici održanoj 22. ožujka 2007. godine donijela Uredbu o minimalnom udjelu električne energije proizvedene iz obnovljivih izvora energije i kogeneracije čija se proizvodnja potiče. Prema Uredbi do 31. prosinca 2010. godine minimalni udio električne energije proizvedene iz kogeneracijskih postrojenja čija se proizvodnja potiče i isporučene u prijenosnu, odnosno distribucijsku mrežu iznosit će 2,0% u ukupnoj potrošnji električne energije. Također Vlada RH donijela je Uredbu o tarifnom sustavu za proizvodnju električne energije iz obnovljivih izvora energije i kogeneracije. Prema njoj za kogeneracijska postrojenja vrijedi:
| | VT(kn/kWh) | NT(kn/kWh) |
| --- | ---------- | ---------- |
| Kogeneracijska postrojenja instalirane električne snage do uključivo 50 kW, tzv. mikrokogeneracije te sva kogeneracijska postrojenja koje koriste gorivne ćelije na vodik | 0,7685     | 0,4031     |
| Kogeneracijska postrojenja instalirane električne snage veće od 50 kW do uključivo 1 MW, tzv. male kogeneracije                                                           | 0,51       | 0,26       |
| Kogeneracijska postrojenja instalirane električne snage veće od 1 MW do uključivo 35 MW, tzv. srednje kogeneracije priključene na distribucijsku mrežu                    | 0,44       | 0,22       |
| Kogeneracijska postrojenja instalirane električne snage veće od 35 MW, tzv. velike kogeneracije, te sva kogeneracijska postrojenja priključena na prijenosnu mrežu        | 0,30       | 0,1        |

## Prednosti
Primjena kogeneracijskih sustava se prvenstveno razmatra zbog njihove visoke energetske efikasnosti, te s time povezanim ekološkim i ekonomskim prednostima. Ona predstavlja najefikasniji oblik pretvorbe energije, kako s energetske točke gledišta tako i s gledišta zaštite okoliša. 
Smanjuje se štetni utjecaj na okoliš ( posebno CO2, SO2 i NOx) jer iz visoke energetske učinkovitosti i manje potrošnje primarnog energenta proizlaze manja emisija štetnih tvari, manja količina otpadne topline i manja emisija buke.
Jedna od prednosti je ta da krajnji potrošač može prilagoditi ovaj sustav kao pomoćni u slučaju prekida opskrbe električnom energijom.
Najveća prednost je ta da se električna energija distribuira lokalno, a ne od neke udaljene elektrane, pa se smanjuju gubici u prijenosu, a time i troškovi. 
Utjecaj jednog mikrokogeneracijskog sustava, globalno gledajući, je zanemarivo mali. Međutim, instalacijom velikog broja ovakvih sustava, utjecaj na industriju opskrbe električnom energijom i okoliš će itekako biti veliki. Svaki mikrokogeneracijski sustav smanjit će oko 1.5 tona CO2 i proizvodit će oko 3000 kWh električne energije godišnje. Ako bi se, primjerice, na tržištu instaliralo 12 do 13 milijuna mikroCHP-a, proizvodilo bi se 12 do 22 GWe i istovremeno godišnje smanjila emisija CO2 za 20 milijuna tona. Time bi se smanjila potreba za izgradnjom novih elektrani i otvorio slobodan prolaz za ostale proizvođače kao što su vjetroelektrane. Naravno to ima i svoju negativnu stranu jer bi se industrijski sektor suočio sa smanjenjem potražnje za električnom energijom. Proizvođači i distributeri električne energije puno će izgubiti ako ne budu u mogućnosti aktivno sudjelovati u rastućem mikroCHP tržištu.

## Nedostaci
Jedan od nedostataka u primjeni mikrokogeneracijskih sustava su visoki investicijski troškovi jer u Republici Hrvatskoj još uvijek nema poticaja za kupnju samog uređaja. 
Neke analize pokazuju da situacija na tržištu malih kogeneracijskih postrojenja u Europskoj uniji nije povoljna. Kao glavne prepreke većem učešću malih kogeneracijskih postrojenja u ukupnoj proizvodnji električne i toplinske energije, navode se:
- Neadekvatne tarife ili potpuni nedostatak obaveze otkupa viškova električne energije iz malih kogeneracijskih postrojenja u javni elektroenergetski sektor
- Dugotrajne i birokratizirane procedure za dobivanje potrebnih dozvola i ovlaštenja
- Nedostatak informacija o dobrim stranama malih kogeneracijskih postrojenja, kao i nepoznavanje tehnologije
- Sve veći udio decentraliziranih sustava grijanja (etažno grijanje) u stambenom sektoru
- Visoke cijene pristupa mreži te ograničavanje pristupa mreži
- Dug period povrata uloženih sredstava zbog uglavnom niskih cijena električne energije kao posljedice liberalizacije tržišta te drugih zakonodavnih okolnosti koje ne uzimaju u obzir ekološke efekte koji proizlaze iz veće efikasnosti malih kogeneracijskih postrojenja

Treba naglasiti da ovi faktori nisu prisutni u svim zemljama Europe.

## Vanjske poveznice
- Jeremy Harrison, Micro Combined Heat & Power (CHP) for housing
- Marko Lipošćak, Mikrokogeneracijsko postrojenje u stambenom sektoru[neaktivna poveznica]
- Uredba o minimalnom udjelu električne energije proizvedene iz obnovljivih izvora energije i kogeneracije čija se proizvodnja potiče
- Tarifni sustav za proizvodnju električne energije iz obnovljivih izvora energije i kogeneracije
- Iva Zelenko, Kogeneracija  Arhivirana inačica izvorne stranice od 25. siječnja 2011. (Wayback Machine)
- wikiOsnoveEnergetike  Arhivirana inačica izvorne stranice od 11. lipnja 2010. (Wayback Machine)